# Cytogamie
Bei der Cytogamie handelt es sich um eine Form der Selbstbefruchtung. Dabei verschmelzen zwei einzellige Organismen, führen allerdings   keinen Kernaustausch durch. Während der Konjugation durch zelluläre Fusion führt der Prozess zur Erzeugung einer einzelnen Zelle aus komplementären Paarungstypen. Die lokalisierte Remodellierung und Auflösung von äußeren Schutzstrukturen ermöglicht die Verschmelzung der Plasmamembranen und des Cytoplasmas.